# Vertunnio De Angelis
Vertunnio De Angelis (* 3. Dezember 1911 in Rom; † nach 1965) war ein italienischer Film- und Synchronregisseur.

## Leben
De Angelis hatte zunächst einen Abschluss in Rechtswissenschaften und war Mitte der 1930er Jahre als Volontär und Schnittassistent beim Film tätig. Er besuchte das Centro Sperimentale di Cinematografia und wirkte als Hersteller von Dokumentarfilmen und als Regieassistent bei Spielfilmen. 1964 inszenierte er zwei Abenteuerfilme unter dem Pseudonym Dean Vert und arbeitete anschließend als Synchronregisseur.

## Filmografie (Auswahl)
- 1964: Allein gegen die Freibeuter (L’uomo mascherato contro i pirati)
- 1964: Il ribelle del Castelmonte